# Chiesa di San Liberatore (Vietri sul Mare)
La chiesa di San Liberatore originariamente faceva parte delle chiese di Salerno. Attualmente appartiene ufficialmente al comune di Vietri sul mare dal 1820.

## Caratteristiche
La chiesa -situata quasi a picco sulla sommitá del monte San Liberatore, che ha 466 metri di altezza- ha ridotte dimensioni, avendo una sola navata in un'area di 60 metri quadrati.

## Storia
Un piccolo monastero di rito bizantino intitolato a Cristo Liberatore (Eleuthérios in greco) fu abbandonato nel decimo secolo sulla sommità del monte San Liberatore e venne ristrutturato nella sua parte settentrionale con la creazione di una chiesa-eremo femminile per le suore salernitane: la chiesa di San Liberatore.
Poco prima dell'anno mille apparve la prima notizia -registrata ufficialmente- sulla chiesa, costruita sulla cima del monte San Liberatore, che domina da posizione settentrionale la città di Salerno ed il suo golfo.

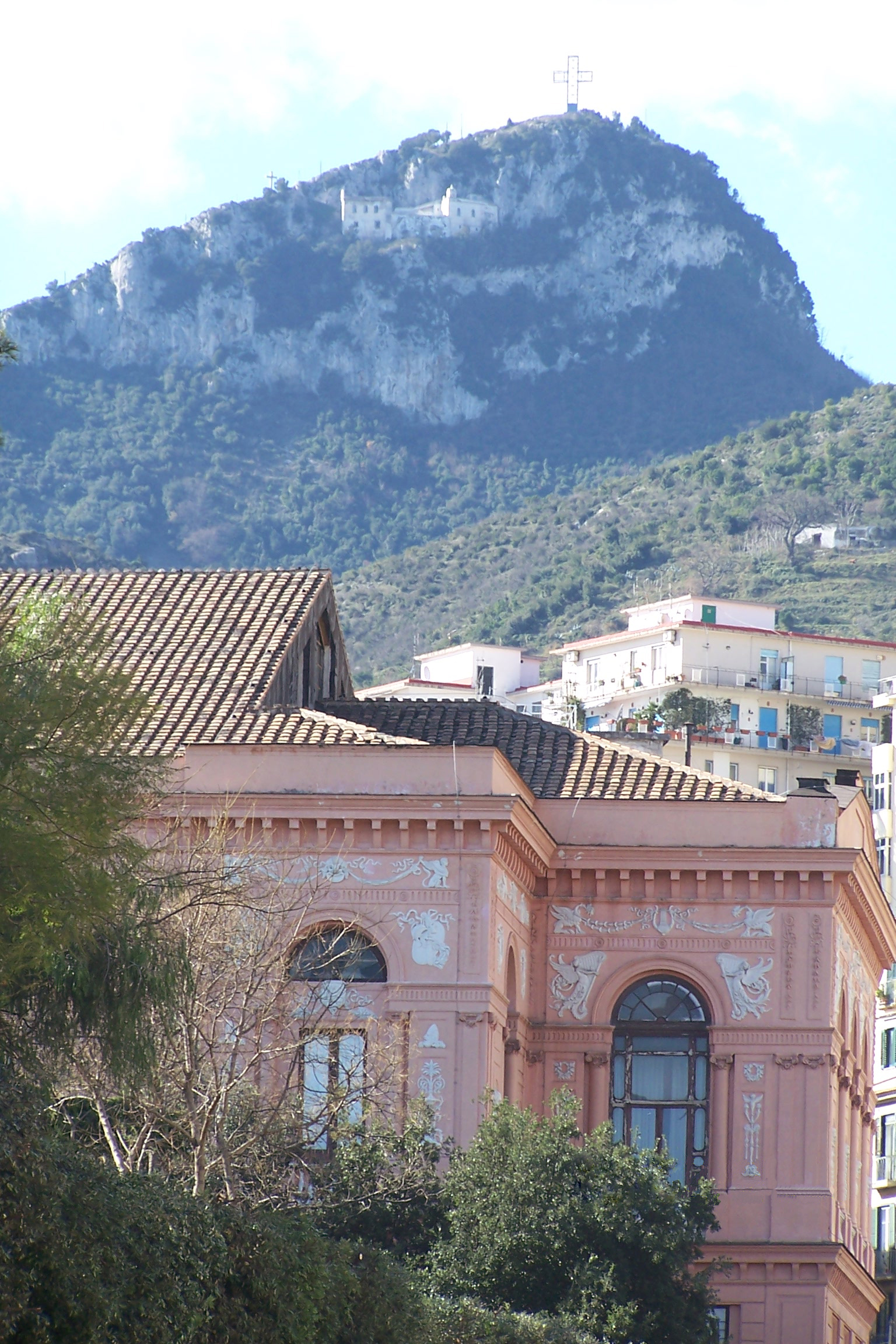
Il monte e la chiesa di San Liberatore vista dal Teatro Verdi di Salerno

Nel 980 AD infatti, il vescovo di Salerno, Giovanni II, accordò alla monaca Susanna di Salerno l'utilizzo della chiesa come monastero ed eremo femminile. Il periodo di attività della struttura durò fino al 1300, quando le suore furono trasferite a Salerno.
Dal Trecento la chiesa rimase operativa per altri tre secoli, fino al forte terremoto del 1688 quando fu molto danneggiate e resa quasi inutilizzabile.
Nel 1820 la struttura abbandonata fu assegnata ufficialmente al comune di Vietri sul mare, ma solo 110 anni dopo (nel primo Novecento) venne ricostruita come l'attuale chiesa e riattivata nelle sue funzioni.